# تپه میان ده طالبی
تپه میان ده طالبی مربوط به سده ۵ تا ۸ قمری است و در شهرستان نیشابور، بخش سرولایت، دهستان برزنون، ۳ کیلومتری شمال روستای میان ده طالبی واقع شده و این اثر در تاریخ ۲۴ مرداد ۱۳۸۵ با شمارهٔ ثبت ۱۵۸۸۸ به‌عنوان یکی از آثار ملی ایران به ثبت رسیده است.